# Nils Ekholm

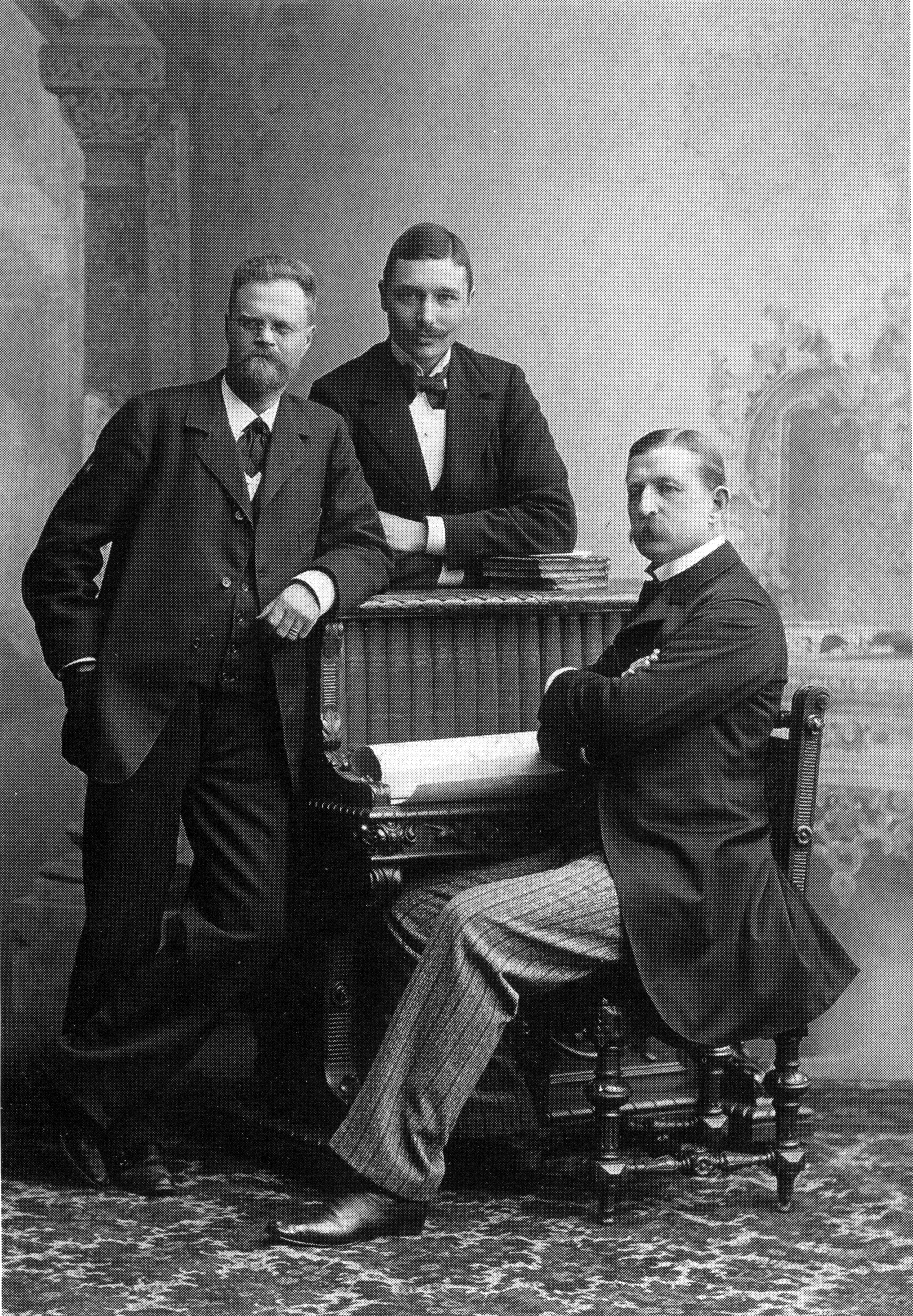
Besättningen för den planerade 1896 års uppstigning. Från vänster Nils Ekholm, Nils Strindberg och S. A. Andrée.

Nils Gustaf Ekholm, född 9 oktober 1848 i Smedjebacken, död 5 april 1923 i Stockholm, var en svensk meteorolog.
Ekholm var son till apotekaren Per Ekholm och Kristina Ulrika Forsgren. Under Det första internationella polaråret 1882–1883 ledde Ekholm den svenska expeditionen, som var stationerad för övervintring i Svenskhuset på Kap Thordsen vid Isfjorden på Spetsbergen. Han blev då bekant med S. A. Andrée, som skötte luftelektriska observationer under expeditionen.
Genom meningsskiljaktigheter dem emellan rörande flygsäkerheten efter försök på Svalbard sommaren 1896 då ballongen inte kunde starta lämnade Ekholm Andrées ballongexpeditionsprojekt till Nordpolen 1897. Detta räddade hans liv då alla de tre, som följde med på ballongfärden förolyckades.
Ekholm var den förste, som tillämpade termodynamikens satser på den allmänna cirkulationen i atmosfären 1891. År 1889 hade Julius von Hann förklarat, att temperaturskillnaderna mellan högre delar av anticykloner och cykloner berodde på adiabatiska förändringar i luftmassorna. Ekholm försökte nu med Carnots princip förklara vissa företeelser inom cirkulationen i atmofären.
Nils Ekholm blev filosofie doktor i Uppsala 1899 och var 1890–1902 tillförordnad och 1902–1914 ordinarie amanuens vid Meteorologiska centralanstalten, som var SMHI:s föregångare. 1914–1918 var han dess chef och professor. Han ägnade sig med stor iver åt vindstudier och var mycket pådrivande gällande inrättande av stormvarningsstationer utefter de svenska kusterna.
Bland Ekholms skrifter märks Anwendung des Carnotschen Satzes auf die Kreisläufe in der Atmosphäre (1891), Wetterkarten und Luftdrucksschwankungen (1904), flera uppsatser i samma ämne 1904-08, On the variations of climate of the geological and historical past and their causes (1906) samt tillsammans med Svante Arrhenius Über die nahezu 26-tägige Periode der Polarlichter und Gewitter (1898).
 

Under den mest teknikoptimistiska eran före första världskriget föreslog Ekholm, inspirerad av Svante Arrhenius forskning, att antropogen klimatkontroll var möjlig: 
| ” | Thus it seems possible that Man will be able efficaciously to regulate the future climate of the earth and consequently prevent the arrival of a new Ice Age. | „ |

 Ekholm förutsåg dock inte den kraftiga befolkningstillväxten och människans enorma utsläpp av växthusgaser, utan trodde att det handlade om tusentals år innan den globala medeltemperaturen blev signifikant högre. Ekholm var också en av de första att använda liknelsen med ett växthus, som gett upphov till begreppet växthuseffekten.
Ekholm valdes in som Fellow i British Royal Meteorological Society 1892 och var ledamot av Kungliga Vetenskapsakademien från 1905.
Nils Ekholm ligger begravd på Norra begravningsplatsen i Solna tillsammans med makan Agnes Ekholm, född Bodén (1865–1932).